# Spartak-MŻK Riazań
Spartak-MŻK Riazań (ros. Футбольный клуб «Спартак-МЖК» Рязань, Futbolnyj Kłub "Spartak-MŻK" Riazań) – rosyjski klub piłkarski z siedzibą w Riazaniu.

## Historia
Chronologia nazw:
- 2004: MŻK Riazań (ros. «МЖК» Рязань)
- 2005–2007: Spartak-MŻK Riazań (ros. «Спартак-МЖК» Рязань)

Piłkarska drużyna Agrokomplekt została założona w 2004 w mieście Riazań z inicjatywy prezesa spółki "Mierwinski Żiliszcznyj Koncern" (MŻK).
W sezonie debiutowym najpierw zwyciężyła w swoim okręgu, a potem w turnieju finałowym w Amatorskiej Lidze zajęła drugie miejsce i awansowała do Drugiej Dywizji. W 2005 klub przyjął nazwę Spartak-MŻK Riazań. W 2007 startował w Pierwszej Dywizji, ale po pierwszej rundzie z przyczyn finansowych zrezygnował z dalszych występów i został pozbawiony statusu klubu profesjonalnego.

## Sukcesy
- 22 miejsce w Rosyjskiej Pierwszej Dywizji:

2007
- 1/64 finału w Pucharze Rosji:

2007